# (9557) 1986 QL2
A (9557) 1986 QL2 a Naprendszer kisbolygóövében található aszteroida. Henri Debehogne fedezte fel 1986. augusztus 28-án.